# Тік-кую
44°44′27.70″ пн. ш. 33°55′28.08″ сх. д. / 44.7410278° пн. ш. 33.9244667° сх. д.

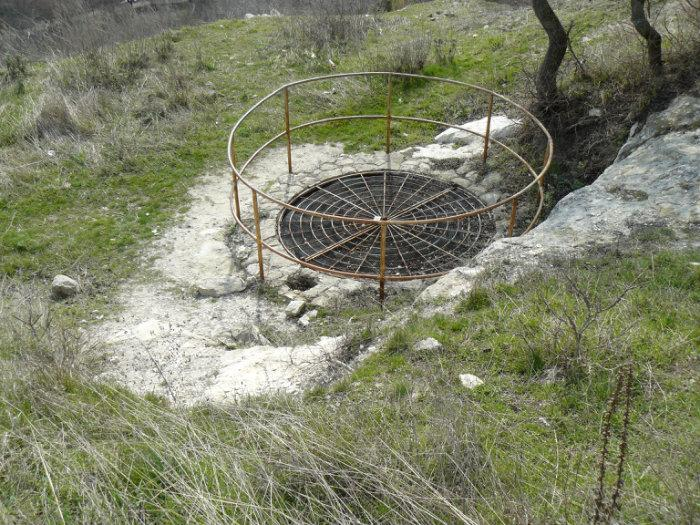
Колодязь Тік-кую

Тік-кую («вертикальний колодязь») — давня гідротехнічна споруда — облоговий колодязь печерного міста Чуфут-Кале у Криму. Відкритий у 1998—2001 роках групою геологів Інституту мінеральних ресурсів та громадських активістів-краєзнавців і спелеологів.
Колодязь використовувався для отримання води в період облоги. Живлення колодязі — від джерела на схилі гори за межами міста-фортеці. Підземну галерею називали «Алтин-Мердвен», або «золоті сходи», що говорило про цінність води для жителів фортеці.
До колодязя веде галерея завдовжки понад 120 метрів вниз під нахилом, в кінці її знаходяться 30-метрові гвинтові сходи. Склепіння галереї місцями прикрашають сталактити стародавнього походження. Стіни підземних споруд вкриті написами караїмським курсивом, арамейським квадратним курсивом, а також латинню. Дно споруди — це просторий майданчик, на якому розташовані вівтар і два невеликі басейн-купелі, сполучені між собою. У місці, де галерея виходила на поверхню, знаходилася вежа.
Тік-кую — екскурсійний об'єкт. Підземна галерея обладнана для спелеотуризму.